# Atri (fiume)
Fiume della provincia di Salerno, affluente del fiume Tenza.

## Il corso del fiume
Nasce alle pendici del monte Costa Calda e del Montecalvo col nome di "Vallone di Vallimala". Dopo aver solcato la valle omonima, dalla località Votre prende il nome di Atri. Nel fiume, in località San Leo,  affluisce il ruscello Rio. Lungo il percorso, nel suo letto, in località Vignola, sono ubicati due invasi naturali, denominati Sciumare e Chiatrella, dove una volta, fino alla fine degli anni 70, era solito da parte della popolazione locale, fare i bagni in piena estate, fino alle soglie degli anni 80, quando dopo il sisma, tutto andò in disuso. Dopo aver costeggiato, l'abitato di Campagna, l'Atri affluisce nel fiume Tenza in località Piè di Zappino.

## Toponimo
Il suo nome deriverebbe dal latino ater indicante probabilmente la poca luminosità del tratto costeggiante Campagna.

## Ponti
Il corso del fiume è guadato da quattro ponti, ed è in fase di realizzazione un quinto; un tratto del fiume è stato coperto e destinato ad area di parcheggio.

## Gestione del bacino idrico
Gli enti competenti alla gestione del fiume sono l'Autorità di bacino interregionale del fiume Sele e Autorità di bacino regionale Destra Sele. Parte dell'acqua è prelevata dal Consorzio di Irrigazione e Miglioramento Fondiario Tenza per l'irrigazione di fondi agricoli.